# Grb Filipina
Grb Filipina sastoji se od osmokrakog filipinskog sunca čiji svaki krak predstavlja jednu od osam provincija - (Batangas, Bulacan, Cavite, Manila, Laguna, Nueva Ecija, Pampanga i Tarlac). U gornjem dijelu grba su tri petokrake zvijezde koje predstavljaju tri regije Filipina - (Luzon, Visayas, i Mindanao). Na plavoj lijevoj strani nalazi se orao s grba SAD-a, a na crvenoj desnoj strani španjolski lav. Ispod grba je traka s natpisom "REPUBLIKA NG PILIPINAS".

## Također pogledajte
- Zastava Filipina